# 卡尔德尔斯
卡尔德尔斯，是西班牙加泰罗尼亚巴塞罗那省的一个市镇。总面积33平方公里，总人口788人（2001年），人口密度24人/平方公里。